# Styrax tonkinensis
Styrax tonkinensis är en storaxväxtart som först beskrevs av Jean Baptiste Louis Pierre, och fick sitt nu gällande namn av William Grant Craib och Hartwich. Styrax tonkinensis ingår i släktet Styrax och familjen storaxväxter. Inga underarter finns listade i Catalogue of Life.